# Filip Tapalović
Filip Tapalović (ur. 22 października 1976 w Gelsenkirchen) – piłkarz chorwacki grający na pozycji defensywnego pomocnika.
Tapalović urodził się w Gelsenkirchen w Niemczech, w rodzinie chorwackich emigrantów. Jako junior piłkarską karierę zaczynał w małym klubie z tego miasta o nazwie Fortuna. Następnie trafił do FC Schalke 04, ale tam nie zdołał przebić się do pierwszego składu i w wieku 19 lat przeniósł się do innego klubu z Zagłębia Ruhry, VfL Bochum. W sezonie 1995/1996 zagrał tam tylko 5 meczów i tym samym nieznacznie pomógł drużynie z Bochum w awansie do pierwszej ligi. Swój pierwszy mecz w niemieckiej ekstraklasie rozegrał w 2. kolejce sezonu 1996/1997, 21 sierpnia 1996 w zremisowanym 1:1 meczu z Bayernem Monachium. Ciężko było mu się przebić do pierwszej jedenastki, gdzie w środku pomocy grali najczęściej Dariusz Wosz oraz Thordur Gudjonsson. Zagrał 20 meczów najczęściej jako rezerwowy, ale miał powody do zadowolenia, gdyż Bochum zajęło wysokie 5. miejsce w lidze. Po sezonie, latem 1997 odszedł jednak z klubu i wrócił do Schalke. Tam jednak przez cały sezon nie zagrał ani razu i przez większą część sezonu albo leczył kontuzję, albo grał w rezerwach. W 1. Bundeslidze w barwach Schalke zaczął występować dopiero w następnym sezonie. Schalke zajęło 9. miejsce, a Tapalović 18 razy pojawił się na boisku, ale podobnie jak w Bochum najczęściej był rezerwowym. Miejsce w składzie odzyskał dopiero w sezonie 1999/2000, ale już jako piłkarz TSV 1860 Monachium. W rundzie jesiennej było nieco gorzej, Tapalović znów leczył kontuzję i grał już mniej. Za to TSV osiągnęło duży sukces, jakim było zajęcie 4. miejsca w lidze, co zagwarantowało udział w kwalifikacjach do Ligi Mistrzów w sezonie 2000/2001. Jednak miejsca w składzie Tapalović szybko nie odzyskał. Od listopada 2000 do kwietnia 2001 leczył kontuzję, a w całym sezonie zagrał tylko 10 razy. Na dodatek TSV nie zdołało awansować do Ligi Mistrzów i odpadło w dwumeczu z Leeds United. W lidze zajęło dopiero 11. miejsce. Sezon 2001/2002 był dla Tapalovicia lepszy. W końcu grał w pierwszej jedenastce TSV i trenerzy byli zadowoleni z niego. Latem 2002 powrócił jednak do Bochum, które z Filipem w składzie bez większych problemów zdołało się utrzymać w pierwszej lidze. W sezonie 2003/2004 12 ligowych meczów Tapalovicia nieznacznie pomogło w zajęciu przez VfL 5. miejsca i awansu do Pucharu UEFA. W sezonie 2004/2005 tyle samo razy pojawił się na boisku, a drużyna z Bochum dość niespodziewanie spadła z ligi. Tapaloviciowi skończył się kontrakt i zdecydował się opuścić Niemcy odchodząc do austriackiego FC Wacker Tirol z Innsbrucka. Był tam pewnym punktem w środku pomocy drużyny i rozegrał całkiem dobry sezon, co po sezonie (latem 2006) zawocowało transferem do Carl Zeiss Jena. W 2008 roku grał w NK Rijeka.
W reprezentacji Chorwacji Tapalović zadebiutował 14 maja 2002 roku w wygranym 2:0 meczu z Węgrami. W kadrze Chorwacji Tapalović zagrał tylko 3 razy w swojej karierze – 21 sierpnia 2002 z Walią (1:1) oraz 7 września 2002 z Estonią (0:0) w ramach kwalifikacji do Euro 2004.
| Sezon   | Klub               | Kraj      | Rozgrywki           | Mecze | Bramki |
| ------- | ------------------ | --------- | ------------------- | ----- | ------ |
| 1995/96 | VfL Bochum         | Niemcy    | 2. Bundesliga       | 5     | 0      |
| 1996/97 | VfL Bochum         | Niemcy    | Bundesliga          | 20    | 0      |
| 1997/98 | FC Schalke 04      | Niemcy    | Bundesliga          | 0     | 0      |
| 1998/99 | FC Schalke 04      | Niemcy    | Bundesliga          | 18    | 0      |
| 1999/00 | TSV 1860 Monachium | Niemcy    | Bundesliga          | 22    | 2      |
| 2000/01 | TSV 1860 Monachium | Niemcy    | Bundesliga          | 10    | 0      |
| 2001/02 | TSV 1860 Monachium | Niemcy    | Bundesliga          | 24    | 0      |
| 2002/03 | VfL Bochum         | Niemcy    | Bundesliga          | 20    | 1      |
| 2003/04 | VfL Bochum         | Niemcy    | Bundesliga          | 12    | 0      |
| 2004/05 | VfL Bochum         | Niemcy    | Bundesliga          | 12    | 1      |
| 2005/06 | FC Wacker Tirol    | Austria   | T-Mobile Bundesliga | 31    | 0      |
| 2006/07 | Carl Zeiss Jena    | Niemcy    | 2. Bundesliga       | 11    | 2      |
| 2007/08 | Carl Zeiss Jena    | Niemcy    | 2. Bundesliga       | 7     | 0      |
| 2008/09 | NK Rijeka          | Chorwacja | Prva HNL            | 8     | 0      |